# Daniël Dekker
Daniël Dekker (pseudoniem van Henk Bakhuizen) (Amsterdam, 8 april 1960) is een Nederlands radio-diskjockey.

## Loopbaan
Dekker ging na de middelbare school aan het werk als bankemployee. Hij begon zijn radiocarrière bij Radio Capitol. In 1980 ging hij als deejay aan het werk bij Radio Decibel in Amsterdam. Bij dat station werkte hij samen met onder anderen Adam Curry, Jeroen van Inkel, Simone Walraven en Rob van Someren.
Alvorens Dekker in Hilversum ging werken, was hij vanaf de zomer van 1987 t/m september 1988 werkzaam bij de commerciële radiozender Radio 10. Het was toenmalig TROS-radiodirecteur Dick de Winter die Dekker en Rob van Someren eind 1988 naar de publieke omroep haalde om onder meer programma's te presenteren op de befaamde TROS donderdag op Radio 3.
Voor de TROS presenteerde hij vanaf eind 1988 op Radio 1, Radio 2 en Radio 3 (later 3FM) TROS Nachtwacht (in de nacht van zondag op maandag, later van vrijdag op zaterdag en later op maandagnacht), Middle of the Road Show (op de donderdagochtend), de Nationale Hitparade Top 100 (op donderdagmiddag en later op de zondagmiddag), de Mega Top 50 (eerst op zondagmiddag en vanaf 2 september 1995 op de zaterdagmiddag), Wereldhits (op zondagmiddag), Gouden Uren op zowel Radio 2 als Radio 3 op zondagochtend, later vanaf 2 september 1995 tot september 1998 op zaterdagochtend op 3FM en op maandagochtend via Radio 2 en Poster. De laatste aflevering van Poster werd uitgezonden op 7 juli 2006. Poster was aanvankelijk op Radio 2 te beluisteren, later op 3FM en uiteindelijk weer op Radio 2. Tevens toerde Dekker met zijn collega-TROS-dj's van Radio 3FM vanaf medio 1995 tot 2002 met de TROS Drive-in Show door Nederland en Vlaanderen.
Op NPO Radio 2 presenteerde Dekker op werkdagen tussen 9.00 en 12.00 uur Gouden Uren voor de TROS van september 1998 tot december 2014. Op de zaterdagmiddag en vanaf januari 2019 ook op zondagmiddag was hij op NPO Radio 2 van 16.00 tot 18.00 uur te horen met het live-muziekprogramma Muziekcafé. Daarnaast bepaalde hij namens de omroep AVROTROS het beleid van NPO Radio 2 en NPO 3FM. Hij was hoofdredacteur bij NPO SterrenNL en eindredacteur van de programma's van AVROTROS op NPO Radio 2, NPO 3FM en NPO Radio 5.
Dekker was in 2008, 2009 en 2010 juryvoorzitter bij de Marconi Awards, de belangrijkste Nederlandse radiovakprijzen. Hij zat ook in de jury van Buma Cultuur voor de Gouden Harpen en was jarenlang lid van de jury Edison Pop.
Daarnaast was hij ook voorzitter van de supportersvereniging van betaaldvoetbalclub AFC Ajax. In die hoedanigheid was hij opgenomen in de onderzoekscommissie van die club om te onderzoeken wat er in de afgelopen tien jaar goed en fout was gegaan in het beleid en hoe het eventueel anders moest om een topclub te blijven.
Sinds 2010 verzorgde Dekker het Nederlandse commentaar bij het Eurovisiesongfestival. In 2013 zorgde hij voor een kleine rel door de twee juryleden van het Songfestival te noemen, terwijl dit volgens de regels van het evenement niet mocht. De twee juryleden, Eric van Tijn en Cornald Maas werden direct door de organisatie vervangen. Sinds 2014 was hij woordvoerder namens AVROTROS voor het festival.
In 2014 won Dekker de Buma Gouden Harp.
Op 1 augustus 2020 presenteerde hij tussen 16.00 en 18.00 uur na bijna vijftien jaar zijn laatste uitzending van Muziekcafé voor AVROTROS op NPO Radio 2. Dekker ging op 5 oktober dat jaar aan het werk bij Omroep Max op NPO Radio 5 om op werkdagen het lunchprogramma Lunch Lekker met Daniël Dekker tussen 12.00 en 14.00 uur te presenteren.
Huidige: · Annemieke Schollaardt · Bart Arens · Carolien Borgers · Evelien de Bruijn · Corné Klijn · Daniël Lippens · Desiree van der Heiden · Dolf Jansen · Eddy Keur · Emmely de Wilt · Evert Duipmans · Jan-Willem Roodbeen · Jeroen Kijk in de Vegte · Jeroen van Inkel · Leo Blokhuis · Martine ten Klooster · Morad El Ouakili · Paul Rabbering · Ruud de Wild · Shay Kreuger ·Tannaz Hajeby · Thomas Hekker · Willemijn Veenhoven
Voormalige: Alfred van de Wege · Andrew Makkinga · Bert Haandrikman · Bert Kranenbarg · Cees van Zijtveld · Cielke Sijben · Daniël Dekker · Edwin Diergaarde · Felix Meurders · Ferry Maat · Frank du Mosch · Frits Sissing · Frits Spits · Gerard Ekdom · Giel Beelen · Gijs Staverman · Hans Schiffers · Henk van Steeg · Jan Paul Grootentraast · Jasper de Vries · Jeanne Kooijmans · Jeroen Mulder · Jetske van Staa · Jurgen van den Berg · Karel van Cooten · Kasper Kooij · Kimberley Dekker · Malou Holshuijsen · Marc Adriani · Marisa Heutink · Mart Smeets · Miranda van Holland · One'sy Muller · Peter Schuiten · Peter van Bruggen · Rick van Velthuysen · Rob Stenders · Roeland van Zeijst · Ron Stoeltie · Rutger Radstaake · Ruud Hermans · Sander de Heer · Sander Guis · Sara Kroos · Simone Walraven · Ted de Braak · Thijs Maalderink · Thomas van Vliet · Timur Perlin · Toine van Peperstraten · Tom Mulder · Will Luikinga · Yora Rienstra· Wouter van der Goes· Frank van 't Hof · Stefan Stasse  ·